# Язык

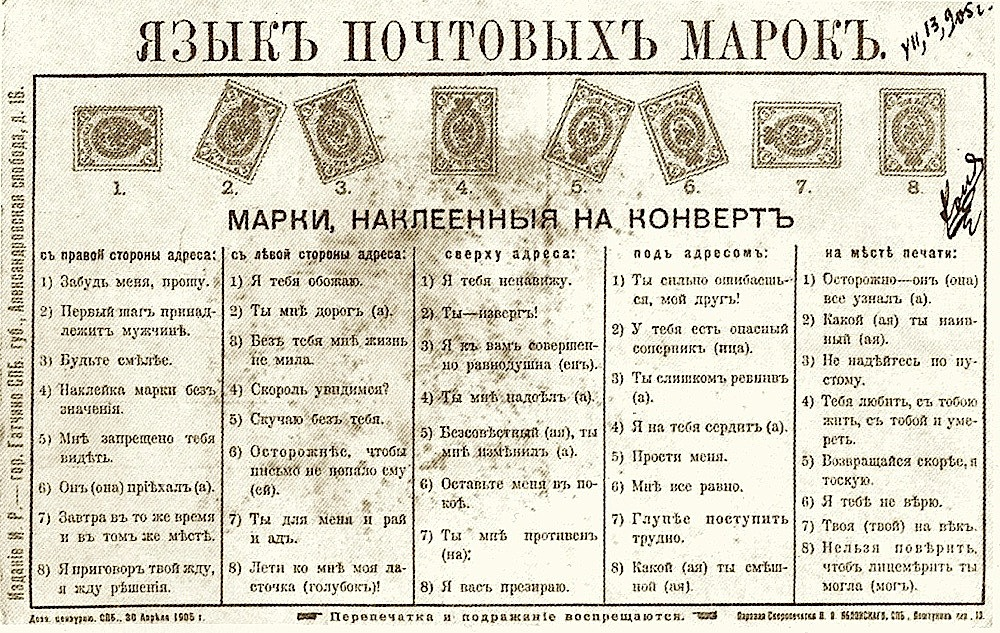

Язы́к — сложная знаковая система, естественно или искусственно созданная и соотносящая понятийное содержание и типовое звучание (написание).
Термин «язык», понимаемый в широком смысле, может применяться к произвольным знаковым системам, хотя чаще он используется для более узких классов знаковых систем.
Среди знаковых систем различают:
- человеческие языки (предмет изучения лингвистики):
  - этнические языки, то есть стихийно возникшие и развивающиеся естественные языки, служащие (или служившие) в первую очередь средством общения между представителями определённого этноса (иногда — субэтноса или группы этносов)[3][4];
  - контактные языки (в частности, пиджины), то есть стихийно возникшие в условиях межэтнических контактов естественные языки, не играющие роль родного языка ни для одного этноса[5][6];
  - плановые языки, то есть искусственные языки для общения людей (например, волапюк, эсперанто)[7];
  - жестовые языки глухих[8];
- формальные языки:
  - языки программирования (например, Алгол, SQL, Python);
- языки животных;
- знаковые системы частного характера (например, система дорожных знаков или язык цветов)[1].

Языки изучает лингвистика (языкознание). Знаковые системы — предмет изучения семиотики. Влияние структуры языка на человеческое мышление и поведение изучается психолингвистикой. Философия языка занимается общечеловеческими теоретическими проблемами, связанными с языком и с понятием языка.

## Понимание языка
Согласно психологу и специалисту в области изучения коммуникации и кооперации М. Томаселло, под языком следует понимать способность во время общения разделять намерения других.

## Функции языка
Слово «функция» в данном случае употребляется в смысле «назначение», «роль» или «работа, производимая объектом». Язык — многофункциональное явление. Все функции языка проявляются в коммуникации.
Тремя основными функциями языка являются:
- коммуникативная (функция общения) — использование языка для передачи информации;
- когнитивная (гносеологическая) — накопление и сохранение информации, её передача;
- аккумулятивная (накопительная) — накопление и сохранение знания[11].

Р. О. Якобсон с точки зрения теории коммуникативного акта выделяет следующие функции:
- референтная — создание и передача информации (объединяет когнитивную и коммуникативную функции);
- регулятивная — регуляция поведения адресата;
- эмотивная — выражение эмоций, где эмоции чаще всего выражаются посредством интонации;
- контактоустанавливающая (фатическая) — установление и поддержание контакта; (Данная функция сохраняет контакт между собеседниками, имеет цель поддерживать канал связи. Таким образом, эта функция имеет своё воплощение в речи в виде различного рода клише)
- метаязыковая (металингвистическая) — анализ и истолкование языка; связана с пояснением непонятных слов или выражений при помощи самого языка;
- эстетическая (поэтическая) — внимание к сообщению ради самого сообщения;
- номинативная — название предметов.

Андре Мартине выделил три функции языка:
- коммуникативная (функция общения) — использование языка для достижения взаимопонимания;
- мыслеформулирующая — основание мыслей;
- экспрессивная — выражение отношения к высказанному.

## Происхождение и развитие языка
Существует ряд гипотез о происхождении языка, но ни одна из них не находит пока надёжного подтверждения фактами из-за огромной отдалённости эпохи происхождения языка от нашего времени. Они остаются гипотезами, так как процесс происхождения языка не получается ни наблюдать, ни воспроизвести в эксперименте. В начале XXI века получен ряд данных, позволивших ряду исследователей связать возникновение языка у человека с двумя мутациями в гене FOXP2 на 7-й хромосоме, в результате которых белок FOXP2 человека отличается от белка FOXP2 шимпанзе и других приматов заменой двух аминокислот: треонина на аспарагин в 303-й позиции и аспарагина на серин в 325-й позиции. Эти замены имели место уже у неандертальца.
Теории о происхождении языка делятся на группы по своим базисным предположениям. Часть теорий основывается на том, что язык, будучи очень сложным явлением, не мог возникнуть из ничего, а должен был развиться из более древних преязыковых систем общения предков человека. Другие теории предполагают, что язык людей является уникальным явлением, которое не идёт ни в какое сравнение с системами общения животных и поэтому оно возникло внезапно при переходе от предков человека к первым людям. Рассматривая другой критерий, можно видеть, что часть теорий оперирует идеей языка как генетически заложенной функцией человека, в то время как другие теории считают язык явлением в большей степени культурным, передаваемым через социальные интеракции.
Единственным выдающимся адептом теории внезапного появления языка на сегодняшний день является Ноам Хомский. Он выдвинул предположение, что «произошла какая-то случайная мутация, может быть после какого-то странного облучения космическими лучами, которая реорганизовала мозг, создав орган речи в мозгу обычного примата». Предостерегая читателя, что эту историю не следует воспринимать чересчур буквально, Хомски настаивает на том, что она может быть ближе к истине, чем многие другие «сказочные» истории про эволюцию речи.
Теорий постепенного развития языка придерживается на сегодняшний день большинство исследователей, но эти теории различаются предлагаемыми механизмами этого развития. Некоторые, как например психолог Стивен Пинкер считают, что развитие языка является процессом внутренним и его предтечей следует считать интеллект животных. Другие исследователи (как, например, М. Томаселло), считающие, что язык — это инструмент, получаемый и изучаемый в процессе общения, в качестве отправной точки выбирают коммуникацию у животных, звуковую или жестикуляционную. Другие модели постепенного развития языка постулируют развитие языка из музыки, точка зрения, высказанная уже такими мыслителями, как Жан-Жак Руссо и Чарльз Дарвин. Выдающимся современным сторонником этой теории следует считать археолога Стивена Миттена.
Поскольку возникновение языка произошло в доисторический период человечества, о нём не сохранилось никаких исторических следов, а сегодня похожие процессы не наблюдаются. Поэтому исследователи, придерживающиеся теории постепенного развития, вынуждены проводить аналогии раннего становления языка с коммуникацией животных (например, приматов). Альтернативный метод исследования заключается в поисках следов адаптации к речи в ископаемых останках первобытных людей, а также поиски следов использования символов в доязыковую эру.
Практически общепринятым является мнение, что система коммуникации австралопитеков не отличалась принципиально от имеющейся у человекообразных обезьян. Различные мнения имеются насчёт дальнейшего развития этой системы коммуникации с появлением рода Homo около 2,5 миллиона лет назад. Некоторые исследователи постулируют возникновение примитивного протоязыка уже у вида Homo habilis 2,3 миллиона лет назад, другие же считают, что этот рубеж был перейдён лишь Homo erectus 1,8 миллиона лет назад или даже Homo heidelbergensis (всего 600 тысяч лет назад). Язык же в его современной форме образовался в эпоху верхнего палеолита — меньше чем 100 тысяч лет назад.
Результаты современных исследований глоттогенеза (Д. Бикертон, Р. Бойд, Дж.‑Л. Десаль, Р. Джакендофф, Т. Дикон, М. Дональд, Д. Дор, К. Лаланд, П. Ричерсон, Р. Рэнгем, К. Стерелни, М. Томаселло, В. Уилдген, Дж. Харфорд и др.) позволяют судить о новой складывающейся многоступенчатой парадигме. В её рамках объединяются в единую конструкцию психологические и микросоциологические идеи Л. С. Выготского, Б. Скиннера, Дм. Узнадзе, Р. Коллинза. Соответствующая эволюционная модель связывает техноприродные ниши, социальные порядки, коммуникативные заботы с многообразными обеспечивающими структурами: от ритуальных практик, вокальных проб, знаковых и семантических единиц — до нейронных механизмов речи и их наследственных задатков. Обзор современных исследований дан в книге Светланы Бурлак «Происхождение языка. Факты, исследования, гипотезы».
Людей издавна интересовал вопрос о том, как на Земле возникло множество языков. Одни учёные полагают, что все они имеют общие корни, появившись в результате цепи дивергенций прамирового языка (концепция моногенеза); в пользу этой точки зрения говорят, в частности, так называемые «всемирные этимологии» — корни слов, которые представляются общими для всех макросемей. Другие полагают, что изначально было несколько независимых очагов возникновения языков (концепция полигенеза).
Лингвисты устанавливают родство языков в тех случаях, когда языковое единство распалось не более 5 — 10 тыс. лет назад и объединяют их в языковые семьи. Некоторые исследователи пытаются установить и более отдалённое генетическое родство языков.

## Изучение языка
Исследующей язык наукой является лингвистика. Её становление началось задолго до начала нашей эры, ещё в эпоху древности. Процесс развития лингвистического знания был длительным и нередко противоречивым, осуществлялся усилиями представителей различных этнических культур, в которых складывались самобытные школы и традиции. В XIX—XX веках складывается современная лингвистика — разветвлённая наука, изучающая в теоретическом и практическом плане все аспекты языка и речевой деятельности человека.

### Разделы лингвистики
Академическое изучение языка представляет интерес с разных теоретических позиций для многих областей науки. Так, дескриптивная лингвистика исследует грамматику конкретного языка, теоретическая лингвистика разрабатывает теории о концептуализации и определении природы языка, основываясь на многочисленных существующих языках. Социолингвистика интересуется тем, как язык используется в целях социализации, нейролингвистика изучает процессы в человеческом мозгу, связанные с обработкой языковой информации, историческая лингвистика изучает вопросы языкового родства и генетической классификации языков, прагматика изучает совокупность условий использования говорящими языковых знаков.

### История лингвистики

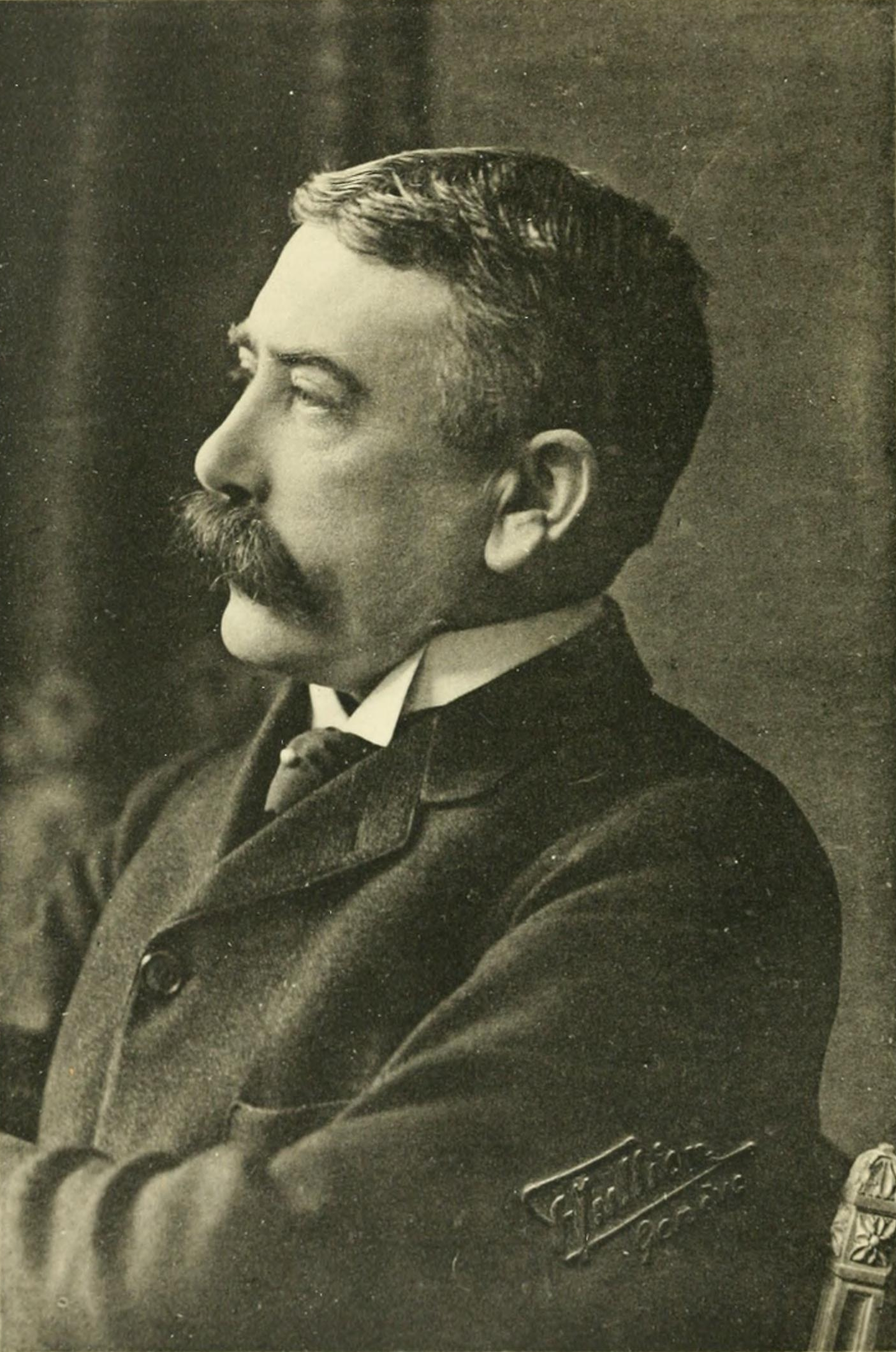
Фердинанд де Соссюр

Историю формального изучения языка принято вести с V века до н. э. В этот период индийский грамматик Панини сформулировал 3959 правил морфологии языка санскрит. Вместе с этим, по некоторым данным, уже в XIX веке до н. э. шумерские писцы изучали различия между грамматикой шумерского и аккадского языков. Впоследствии, каждая древняя культура, разрабатывавшая письменность, приходила к собственной грамматической традиции. Традиционно выделяются следующие национальные лингвистические традиции: индийская, античная (позднее — общеевропейская), китайская и арабская (связанная с толкованием и чтением Корана).
В XVII веке французские грамматики Пор-Рояля разработали идею, гласящую, что грамматика языка отражает основы мышления и поэтому грамматика должна быть универсальной. В XVIII веке филолог Уильям Джонс положил основу сравнительно-исторического языкознания, предположив на основании сравнительного анализа общее происхождение санскрита и латыни. Вильгельм фон Гумбольдт вынес академическое изучение языка за рамки одной лишь индоевропейской группы языков. В начале XX века Фердинанд де Соссюр разработал идею языка как статической системы взаимосвязанных единиц, определяемых друг через друга. К основным достижениям Соссюра следует отнести также различение диахронической (исторической и сравнительной) и синхронической (дескриптивной) лингвистики. Согласно Соссюру, лингвистическое исследование только тогда адекватно своему предмету, когда учитывает как диахронический, так и синхронический аспекты языка. Кроме этого, ему принадлежит определение двух видов отношений и различий между элементами языковой системы: синтагматических и ассоциативных (парадигматических)

## Язык как система
В качестве основных выделяются следующие уровни языка:
- фонемный;
- морфемный;
- лексический (словесный);
- синтаксический (уровень предложения).

На различных участках и уровнях языка степень системности неодинакова; так, в фонологии, где существенное изменение одного элемента влечёт преобразования, затрагивающие другие элементы или всю систему в целом, она значительно выше, чем в лексике. Кроме того, в языковой системе и её отдельных подсистемах выделяются центр и периферия.

## Языки мира

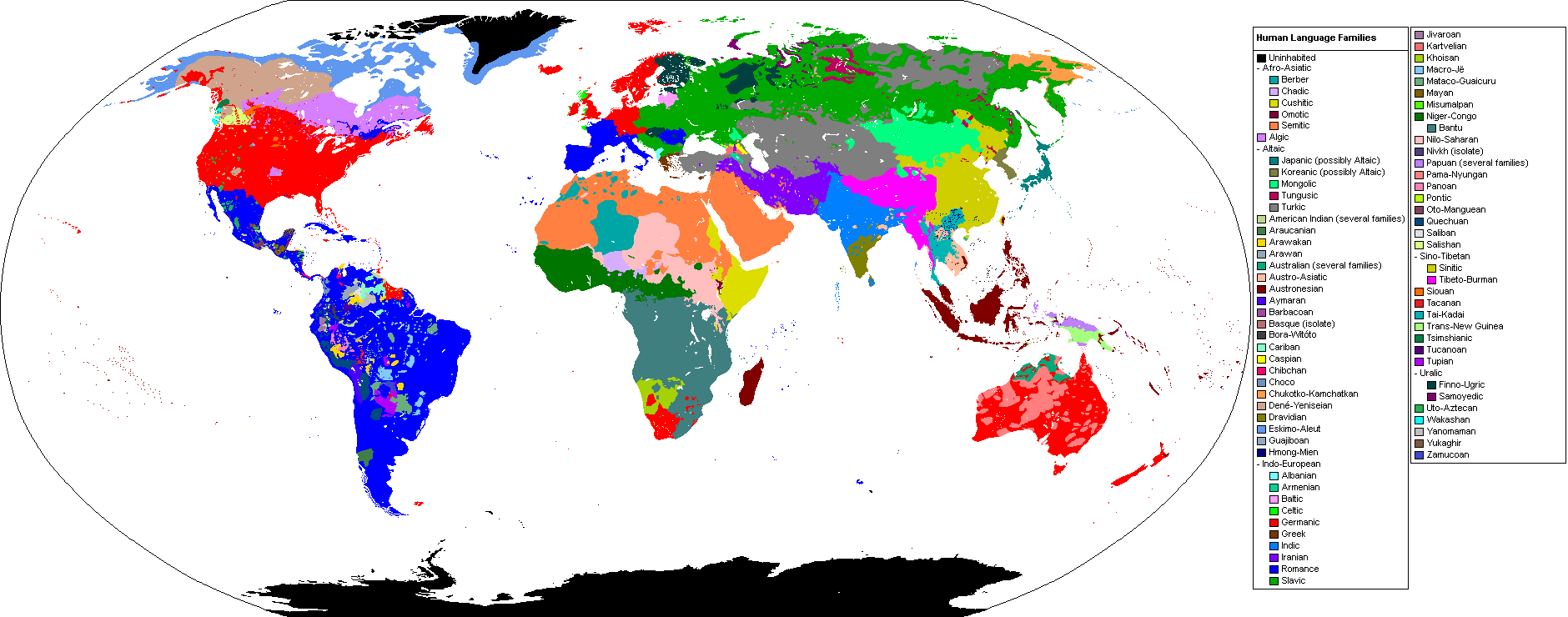
Языковые семьи мира

В мире существует более 7 тысяч языков, которые, однако, можно объединить в относительно небольшое количество языковых семей.
Всем или подавляющему большинству естественных языков присущи так называемые языковые универсалии (например, всякий язык имеет гласные и согласные, если в языке есть двойственное число, в нём есть и множественное число и т. д.).

## Классификация языков
Существует несколько способов классификации языков:
- ареальная, по культурно-историческим ареалам (месту распространения);
- типологическая; например, по способу выражения грамматического значения языки делят на аналитические, изолирующие, синтетические и полисинтетические;
- генетическая, по происхождению и степени родства. Языки группируются в группы; те, в свою очередь, — в семьи. Для некоторых семей предложено объединение в таксоны более высокого уровня — макросемьи. Классификацией языков на основе генетических признаков занимается языковая систематика.

## Языковая динамика в мире
На Земле насчитывается более 7 тысяч языков.
С развитием коммуникаций количество живых языков сокращается
со средней скоростью 1 язык в две недели.
На 40 наиболее распространённых языках разговаривает примерно 2/3 населения Земли. По численности говорящих на родном языке в мире преобладают китайский, хинди, английский, испанский, арабский, португальский, русский. Однако фактически более важным показателем, особенно в современном мире, оказывается не родной язык, а реальное использование того или иного языка в живом повседневном общении, образовании, СМИ, развлечениях, интернете, и связанный показатель количества изучающих язык в мире. При таком рассмотрении несомненно количественно лидирует английский, и, в меньшей степени, такие языки, как французский, испанский, севернокитайский и арабский.
Количество людей, говорящих на двух и более языках, постоянно увеличивается. Например, согласно недавнему исследованию, значительная часть (в одном из штатов — более половины) индийских школьников владеет английским лучше, чем родным.
В настоящее время насчитывается чуть более 400 языков, которые считаются исчезающими.
Языки умирают вместе с последним носителем, и поэтому опасность грозит, прежде всего, народностям, не использующим письменность.
Одна из причин гибели языков — неравномерное распределение их по числу носителей. Так, на 80 % населения планеты приходится 80 языков, а на 3,5 тыс. языков — лишь 0,2 % жителей Земли. Основными причинами процесса исчезновения языков считаются глобализация и миграция. Люди уезжают из деревень в города и теряют язык своего народа.
Около половины ныне существующих языков выйдет из употребления уже к середине XXI столетия. Многие языки исчезают из-за того, что их носители вступают в контакт с более сильной языковой средой, поэтому под угрозой исчезновения в первую очередь находятся языки малых народностей и языки народов, не имеющих государственности. Если язык изучают менее 70 % детей, он считается исчезающим. По данным «Атласа мировых языков, находящихся под угрозой исчезновения» ЮНЕСКО, в настоящее время в Европе исчезновение угрожает примерно 50 языкам.
В наиболее уязвимом положении находятся языки аборигенов Австралии, Индокитая, Америки, Африки и изолированных от континентов островов — там существует множество мелких народностей, которые вытесняются другими, а также, в случае с островами, при массовой смерти народа некому возрождать его. Наиболее стойки языки Европы — страны Европы развиты, и в них обитает множество жителей; следовательно, потеря даже нескольких тысяч носителей данных языков является несущественной. Единственным исключением является латынь, являющаяся одним из официальных языков Ватикана, представляющая собой уже мёртвый язык.

## Характеристика языка
Языки характеризуются по степени сохранности и функциональной ограниченности.

### Степень сохранности
По степени сохранности (англ. Levels of endangerment) языки характеризуются шкалой из шести категорий, предложенной в Красной книге языков ЮНЕСКО для более чёткого определения опасности, угрожающей тому или иному языку:
- Вымершие языки (extinct)
- Возможно вымершие языки (possibly extinct)
- На грани вымирания (почти вымершие, nearly extinct)
- Исчезающие (вымирающие) языки (seriously endangered)
- Неблагополучные языки (endangered)
- Нестабильные языки (potentially endangered)
- Благополучные языки (невымирающие) (not endangered)

### Функциональная ограниченность
Функционально ограниченным называется язык, который не располагает в достаточной мере или не располагает вовсе такими ресурсами, как:
- стабильная орфография в определённой системе письменности;
- эталонная литература (грамматика, словари, произведения классиков);
- материалы массового распространения (пресса, аудиозаписи, фильмы, песни и музыка);
- техническая и учебная литература (технические и научные публикации, дидактические работы, учебники);
- различные носители повседневной информации (афиши, объявления, корреспонденция, справки, руководства и т. д.);
- прочие средства передачи информации на языке[43].

Одновременное отсутствие всех вышеперечисленных ресурсов не обязательно для признания языка функционально ограниченным. Язык может иметь письменность, преподаваться в школе и, вместе с тем, сильно страдать от отсутствия достаточного количества и соответствующего качества информационных или даже языковых ресурсов.
К функционально ограниченным правильно будет отнести как языки, вымирание которых практически неизбежно, так и языки появляющиеся, у которых уже имеется довольно много ресурсов, но при этом их всё ещё недостаточно для полноценного существования.
С точки зрения наличия человеческих ресурсов, функционально ограниченный язык может превратиться в язык, которому грозит вымирание, если его употребление ограничено небольшим числом носителей.
К числу функционально ограниченных языков относятся:
- в Европе:
  - бретонский;
  - окситанский;
  - баскский.
- в Америке:
  - почти все языки коренного населения.
- в Азии:
  - почти все языки коренного населения полинезийских, микронезийских, меланезийских островов;
  - некоторые языки малочисленных народов Севера Азии.
- в Африке:
  - почти все языки относятся к функционально ограниченным.

## Разновидности языка
К основным разновидностям внутри каждого языка относятся, в иерархической последовательности:
- идиолект — речь конкретного индивида, рассматриваемая вместе с её формальными и стилистическими особенностями[44];
- говор — речь небольшой и, как правило, территориально ограниченной части носителей данного языка, выделяется внутри диалекта либо наречия[45] (например, «олонецкий говор северновеликорусского наречия»[46], «ричинский говор керенского диалекта агульского языка»[47] и пр.);
- диалект — основная территориальная (иногда — социальная или профессиональная, то есть социолект) разновидность языка[45] (например, «мазовецкий диалект польского языка»[48], «керенский диалект агульского языка»[47] и пр.), ср. также близкий термин «патуа»[49];
- наречие — наиболее крупная территориальная разновидность языка, включающая совокупность диалектов, которые объединены рядом общих черт, отличающих их от других наречий данного языка[45] (примерами могут служить северновеликорусское и южновеликорусское наречия русского языка[50]).

Нередко используется также «нейтральный» термин:
- идиом — обозначение разновидности языка в случае, если её точный статус неважен или неизвестен[51].

Совокупности диалектов, а также просторечию в развитых языках противостоит литературный язык — нормированная и полифункциональная разновидность национального языка, обязательно обладающая письменной формой. В рамках литературного языка выделяют различные функциональные стили (например, художественный, научный, официально-деловой, публицистический), обслуживающие самые разные коммуникативные потребности общества.
В целом, ответ на вопрос, являются ли два близких идиома диалектами или разными языками, является во многих случаях далеко не однозначным; проблема отличия языка от диалекта является одной из важнейших проблем языковой систематики, а её значимость выходит далеко за пределы лингвистики.

## Языковые контакты
При близком взаимодействии носителей разных языков их языки нередко воздействуют друг на друга, как минимум на индивидуальном уровне. Языковой контакт в широком смысле может происходить на языковой границе, между адстратными языками или в результате миграции, в результате чего новый для носителя язык может оказаться как суперстратом (поглотившим прежний) или субстратом.
В ходе языковых контактов могут иметь место различные феномены — в их числе такие, как конвергенция языков, заимствование, кальки и релексификация. Результатами интенсивных языковых контактов являются пиджины, креолизация, переключение кодов и смешанные языки.